# Bondgenootschappen
Bondgenootschappen is het vierde stripalbum uit de Thorgal-parallelreeks De werelden van Thorgal: Kriss Van Valnor. Deze reeks draait om Kriss van Valnor, een van de hoofdpersonen uit de hoofdserie. De strip werd voor het eerst uitgegeven bij Le Lombard in 2013. Het album is getekend door Giulio De Vita met scenario van Yves Sente. De inkleuring gebeurde door Graza Kasprzak.

## Verhaal
In het voorgaande deel werd Kriss van Valnor de nieuwe koningin van de Vikingen van het Noordoosten. In bondgenootschappen sluit zij een alliantie met de geheimzinnige koning-genezer Taljar Sologhonn om Northland te beschermen tegen keizer Magnus. Deze machtige keizer wil de Vikingen dwingen hun oude goden af te zweren en aan Yavhus, de enige god te onderwerpen. Samenwerking is noodzakelijk, want het leger van keizer Magnus is vele malen groter. De koning-genezer en diens helpers, de zogenaamde gouverneurs, blijken over bijzonder krachten te beschikken. Om haar plannen te kunnen realiseren heeft Kriss de kennis nodig van de raad van wijzen.